# Podbiał pospolity

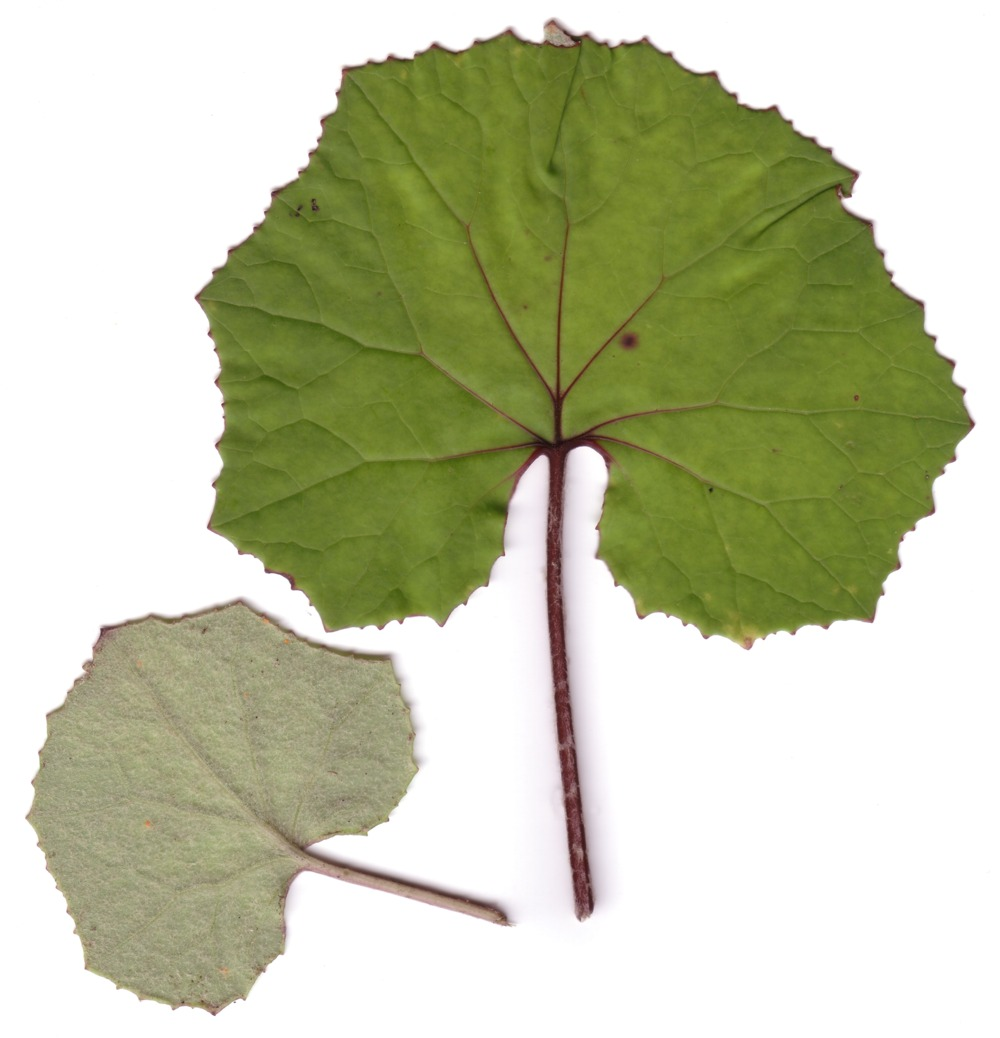
Liście podbiału

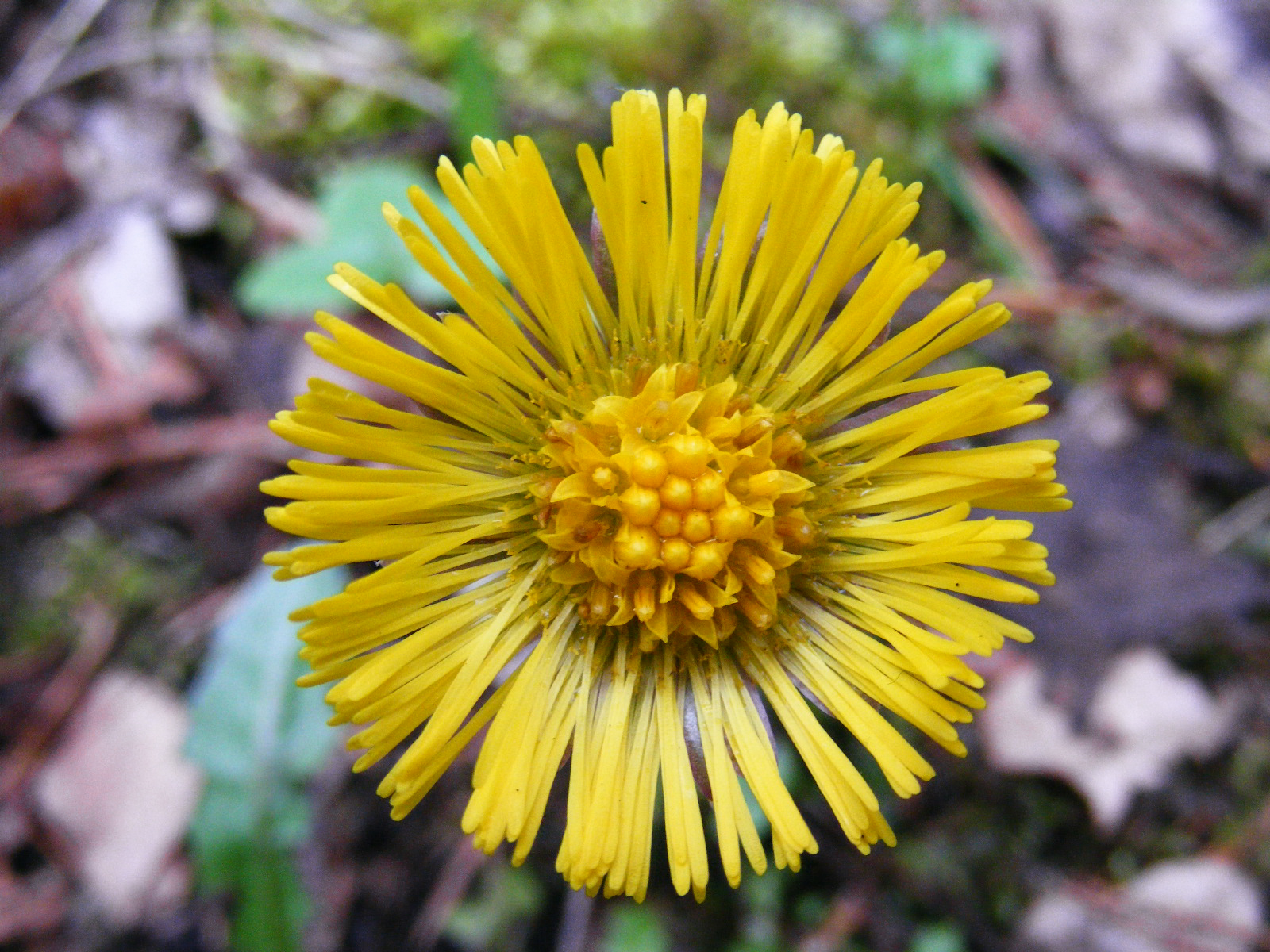
Kwiatostan koszyczek podbiału

Podbiał pospolity (Tussilago farfara L.) – gatunek rośliny z rodziny astrowatych (Asteraceae), przedstawiciel monotypowego rodzaju podbiał Tussilago. Rodzimy obszar jego występowania to Europa, duża część Azji (bez jej południowych i wschodnich krańców) oraz północna Afryka. Rozprzestrzeniony został jako gatunek zawleczony m.in. w Ameryce Północnej, w Indiach i na Dalekim Wschodzie. W Polsce jest pospolity, w górach sięgając po piętro kosodrzewiny.

## Morfologia
ŁodygaW postaci podziemnego, długiego (zwykle do 60 cm), grubego i rozgałęziającego się kłącza. Wczesną wiosną, przed rozwinięciem liści wyrastają z niego kępiasto nadziemne łodygi kwiatonośne, osiągające w czasie kwitnienia do ok. 10 cm, a w czasie owocowania wydłużające się do ok. 20 cm. Łodygi nadziemne są pajęczynowato, kutnerowato owłosione, bladożółte lub bladozielone, pokryte łuskowatymi, purpurowofioletowymi liśćmi.
LiścieNa pędach nadziemnych zredukowane do jajowatolancetowatych, czerwonawych lub zielonawych łusek. Liście asymilacyjne rozwijają się z podziemnego kłącza po przekwitnieniu, wyrastając po kilka w niewyraźnej rozecie. Ogonki mają długie, spłaszczone bocznie, bruzdowane przy nasadzie blaszki. Blaszki są duże (do 20–30 cm średnicy), okrągławo-sercowate, z nierówno ząbkowanym brzegiem i płytkimi zatokami. Ząbki na brzegu blaszki są fioletowe. Liście za młodu są owłosione w całości, później z wierzchu łysieją, od spodu pozostają pokryte białym kutnerem.
KwiatyZebrane są w koszyczki powstające pojedynczo na szczytach pędów kwiatonośnych. Kwiaty w koszyczku są złocistożółte; w środkowej części kwiatostanu znajdują się kwiaty rurkowate (obupłciowe, ale płonne), na zewnątrz w kilku szeregach żeńskie kwiaty języczkowate (do 300). Języczki osiągają do 10 mm długości i 0,5 mm szerokości. Okrywa kwiatostanu jest walcowata i składa się z dwóch szeregów przylegających listków. Osadnik wewnątrz pusty.
OwoceJasnożółte niełupki kształtu walcowatego, podłużnie żeberkowane, lekko zgięte. Jedwabiste, białe, połyskujące i wieloszeregowe włoski puchu kielichowego rozpostarte są  poziomo na owocu.

## Biologia i ekologia
Bylina. Kwiatostany pokazują się, zanim rozwiną się liście – kwitnienie trwa od lutego lub marca do kwietnia. Po przekwitnieniu koszyczki zwisają. Liście odziomkowe pojawiają się pod koniec kwitnienia. 
Gatunek najlepiej rośnie na glebach gliniastych i wapiennych, w miejscach podmokłych, wilgotnych lub świeżych. Zasiedla miejsca kamieniste, piarżyska, żwirowiska nadrzeczne, osuwiska, skarpy przydrożne i kolejowe, urwiste brzegi rzek i potoków, kamieniołomy. W uprawach rolnych podbiał uznawany jest za chwast. W klasyfikacji zbiorowisk roślinnych gatunek charakterystyczny dla Ass. Senecioni-Tussilaginetum i Poo-Tussilaginetum. Na podbiale pospolitym pasożytują niektóre gatunki grzybów: Golovinomyces cichoracearum, Coleosporium tussilaginis, Mycosphaerella tussilaginis, Stagonospora tussilaginis, Asteroma impressum i Puccinia poarum.

## Zastosowanie

### Roślina lecznicza
Surowiec zielarskiLiść podbiału (Folium Farfarae) oraz rzadko kwiat podbiału (Flos Farfarae). Liść podbiału ma głównie charakter surowca śluzowego. Zawartość kwaśnego śluzu wynosi 7–8%. Dalszymi składnikami są garbniki (około 4,5%), flawonoidy (około 0,8%): m.in. kwercetyna, kemferol a ponadto cholina, sole mineralne bogate w cynk, gorycze i nieco olejku eterycznego. Składnikami niepożądanymi są alkaloidy pirolizydynowe m.in. senkirkina i tussilagina. Zawartość ich wynosi maksymalnie 4,5·10-5%. W kwiatach podbiału znajdują się liczne związki flawonoidowe (m.in. rutyna, hiperozyd i awikularyna), kwas kawowy i ferulowy, karotenoidy (np. taraksantyna), fitosterole, związki cukrowe oraz olejek eteryczny.
DziałanieJako surowiec śluzowy o pewnej zawartości garbników liść podbiału ma zastosowanie głównie w stanach zapalnych i nieżytach dróg oddechowych, jamy ustnej i krtani. Wywiera działanie osłaniające (śluzy) i ściągające (garbniki). Powoduje spęcznienie i rozrzedzenie zalegającej wydzieliny oraz pobudzenie ruchów nabłonka rzęskowego, a tym samym wyzwala odruch wykrztuśny. Jednocześnie flawonoidy łagodnie obniżają napięcie mięśni gładkich górnych dróg oddechowych i oskrzeli oraz ułatwiają odkrztuszanie. Kwiaty podbiału ze względu na większą zawartość flawonoidów i olejku eterycznego a mniejszą śluzu i garbników wywierają silniejsze od liści działanie rozkurczowe, natomiast słabsze powlekające i ściągające.
Działanie niepożądaneSzczególne znaczenie, jako potencjalnie toksyczna, może mieć zawartość alkaloidu senkirkiny, którą stwierdzono w niektórych surowcach m.in. pochodzących z Australii i Norwegii. Może dawać efekty hepatotoksyczne. W surowcu pochodzącym ze środkowej i zachodniej Europy wykryto nietoksyczną tussilaginę.
Sposób użyciaOdwar z liści podbiału przygotowuje się  poprzez zalanie 1 łyżki liści 350 ml ciepłej wody i ogrzewanie całości do momentu wrzenia. Po 3 minutach gotowania pod przykryciem należy odstawić odwar na 10 minut i przecedzić. Należy pić 3–5 razy dziennie ¼ do ⅛ szklanki między posiłkami przy kaszlu. Ten sam odwar stosuje się zewnętrznie do okładów na skórę przy stłuczeniach, zaczerwienieniu i siniakach.
Zbiór i suszenieMłode, ale dobrze rozwinięte liście, wolne od plam, bez ogonka lub z jego resztką są zbierane ręcznie na wiosnę i w lecie i suszone na powietrzu w cieniu. Niekiedy zbiera się rozkwitające koszyczki podbiału bez szypułek i suszy możliwie szybko w temp. do 40 °C w suszarni.